# 대학로 (논산시)
대학로(Daehak-ro)는 충청남도 논산시 취암동 소방서사거리 에서 취암동를 잇는 도로이다.

## 주요 경유지
충청남도
- 논산시 (취암동)

## 노선
| 이름         | 접속 노선                         | 소재지 | 소재지 | 비고 |
| ------------ | --------------------------------- | ------ | ------ | ---- |
| 소방서사거리 | 국도 제1호선 (득안대로)           | 논산시 | 취암동 |      |
| 신촌사거리   | 시민로                            | 논산시 | 취암동 |      |
| (이름 없음)  | 지방도 제643호선 (원앙로) 관촉로) | 논산시 | 취암동 |      |

## 주요 시설및 건물
- 논산소방서 (대학로 17/내동 499-4)
- 농협 논산농협하나로마트 분사 (대학로 48/내동 71-19)
- 농협 논산농협 내동지점 (대학로 48/내동 71-19)
- 농협 논산농협주유소 (대학로 48/내동 72-34)
- 본죽&비빔밥 cafe 논산내동점 (대학로 87/내동 1207)
- 버거킹 논산건양대점 (대학로 104/내동 40-22)
- 세븐일레븐 건양대입구점 (대학로 112/와야리 276-3)
- 건양대학교 (대학로 121/내동 26)
- GS25 건양대점 (대학로 124/와야리 276-29)
- 이디야커피 건양대점 (대학로 126/와야리 278)